# Psychothérapie des psychoses
 (août 2014).
La psychothérapie et la psychanalyse peuvent contribuer à soigner nombre des psychoses, conjointement à un usage discerné du suivi psychiatrique.[pas clair]

## Quatre méthodes

### L’«analyse directe» de John Nathaniel Rosen
« Pour autant qu'elle s'appuie sur une solide connaissance de la psychanalyse, l'« analyse directe » s'écarte radicalement de la technique psychanalytique : elle en est presque l'envers » (Racamier).
Cette méthode utilise un type d'interprétation qui va directement aux significations inconscientes sans passer par les couches successives de défense. Le fait d'utiliser un langage concret et simple, voire trivial, évitant les périphrases, permet à l'interprétation d'être incisive et dynamisante. Cette dernière vise à produire un effet de choc. On peut se servir des propres expressions du patient pour engager un dialogue dans le registre où il se situe. L'interprétation est alors faite dans les termes mêmes qu'utilise le langage délirant. L'emploi d'un langage trop abstrait ou trop différent des expressions propres au patient risque de raviver inutilement le processus morbide. En revanche, les expressions populaires (proverbes, locutions, jouant sur le sens figuré) peuvent être acceptées et produire l'effet souhaité.
L'intonation de la voix joue un rôle essentiel. Le ton ne doit surtout pas être monocorde : "ce que vous apportez au patient n'est pas seulement le sens de ses actes mais l'effet émotionnel que son comportement vous a produit ... Il doit savoir que ses actes affectent les autres et que les autres s'intéressent assez à lui pour réagir personnellement et fortement à ce qu'il fait" (Rosen).
L'interprétation réussie fait cesser l'acting-out ainsi que l'angoisse qui l'accompagne. Elle amène une sécurisation temporaire et une possibilité de rationalisation. Pour cela, elle doit établir un lien entre quelque chose de la réalité extérieure et un aspect important des difficultés actuelles du patient, se reporter généralement à l'avenir, contenir un élément de réassurance pour lui et l'éloigner du point le plus brûlant.
L'« analyse directe » n'agit pas forcément par son exactitude, mais peut-être par la haute chaleur émotionnelle qu'elle véhicule ou par un effet de choc produit par le contenu.
Enfin, il convient d'insister sur la qualité de la relation, qui rend efficientes les interprétations. La "présence" du thérapeute, ce qu'il est, y joue un rôle essentiel.

### La « réalisation symbolique » de M. A. Sechehaye
Cette méthode repose sur une conception dynamique des processus de désagrégation dans la schizophrénie. L'auteur insiste sur l'absence d'amour de la mère (dont l'introjection permet l'amour de soi). La frustration affective précoce joue un rôle important dans la désagrégation du Moi psychotique : elle est responsable de l'état de faiblesse initial du Moi, à la faveur duquel la psychose pourra éclater. Cette désagrégation du Moi est la cause principale de l'irruption des pulsions inconscientes dans le champ de la conscience. Les pulsions primaires orales et agressives dominent. On peut parler de régression à des fixations orales.
Au lieu de laisser les mécanismes de projection, participation, condensation et imitation se mettre au service des pulsions destructrices et des constructions délirantes, il s'agit de les dériver et de les utiliser pour tenter une reconstruction du Moi psychotique. Mais, tout d'abord, il faut réparer la frustration initiale, en autorisant le malade à assouvir son désir de retour à la mère. À travers la mère-analyste, source de la satisfaction du besoin, le patient peut accepter la réalité bienfaisante, neutraliser ses pulsions autodestructrices par les tendances libidinales puisées dans l'amour de la mère. Les gratifications passent par des objets "pré-symboliques" (telle la pomme chargée de représenter le sein dans le cas de la malade Renée).
Les mécanismes formateurs du Moi entrent alors en activité. Le Moi n'opère sa synthèse que lorsque le malade a conscience de son corps : la conscience d'être corps semble indispensable à la différenciation du Moi d'avec le non-Moi. On voit alors le malade repasser par tous les stades de l'évolution infantile. La projection symbolique et l'imitation jouent leur rôle constructeur dans la réédification du Moi en tant qu'ils achèvent de combler les frustrations initiales, sources premières de l'éclosion de la psychose. L'énergie investie dans les éléments formant la psychose se déplace alors pour se mettre au service du Moi. Celui-ci ordonne les pulsions dans une hiérarchie normale, et investit la réalité avec la libido dont il dispose. Libre et autonome, il s'adapte de mieux en mieux au monde extérieur. Dans ce processus, s'opère une dissolution du "réalisme affectif" par le travail d'introjection et d'identification à la mère aimante. La différenciation entre soi et les autres peut être à présent établie.
D'un point de vue plus synthétique, on peut dire qu'il y a passage du symbole (substitut de l'objet, encore adhérent à celui-ci) à l'image puis au concept opératoire.
En résumé, « la Réalisation Symbolique est une psychothérapie qui s'adresse directement aux besoins, aux frustrations que le malade a subies dans sa petite enfance, pour les combler et les satisfaire sur le plan pré-symbolique, magique et concret » (M. A. Sechehaye).

### Les psychothérapies d'inspiration kleinienne
Melanie Klein a surtout pris en charge des enfants psychotiques. Parmi ses disciples, Herbert Rosenfeld et Wilfred Bion ont considérablement enrichi, chacun à sa manière, la technique et la théorisation de la relation au psychotique.
Particulièrement intéressante est la place qu'accorde Bion au langage du psychotique dans le maniement de la cure. Son article "Le langage et le schizophrène" détaille cette démarche.
Il rappelle tout d'abord l'hypothèse de Freud : "la névrose serait le résultat d'un conflit entre le Moi et son Ça ; la psychose, l'issue analogue d'un trouble équivalent dans les relations entre le Moi et le monde extérieur". C'est le concept de conflit intrapsychique qui retient l'attention de Bion. Il existe chez le psychotique un conflit avec la réalité : "des attaques destructrices en provenance du patient, ou du Ça du patient, ont été dirigés contre les organes sensoriels nouvellement investis et la conscience qui s'y rattache". Le schizophrène s'attaque à tous les éléments de son Moi qui ont pour fonction d'établir le contact avec la réalité externe et interne, et qui sont :
- la conscience attachée aux organes sensoriels,
- l'attention, fonction d'exploration du monde extérieur,
- le système de notation faisant partie de la mémoire,
- la fonction de jugement,
- la pensée comme moyen de supporter l'accroissement de tension dû à l'arrêt de la décharge motrice.

Or « la pensée verbale est la caractéristique essentielle de ces cinq fonctions du Moi ».
Le clivage est une des méthodes d'attaque les plus employées contre la pensée verbale. Ces attaques surviennent chez le psychotique au moment du passage de la position paranoïde-schizoïde à la position dépressive. Au début de cette dernière, la pensée verbale augmente en intensité et en profondeur, exacerbant les souffrances de la réalité psychique. C'est donc à elle que le psychotique s'en prend "comme à un des éléments qui l'ont conduit à la souffrance".
Le langage est employé par le schizophrène comme mode d'action, comme moyen de communication, comme mode de pensée. Comme mode d'action, il est utilisé :
- au service de l'identification projective : "il se sert des mots comme des parties clivées de lui-même, qu'il enfonce violemment dans l'analyste".
- au service du clivage des objets persécuteurs, par exemple de l'analyste ou de la parole de l'analyste. Ce clivage lui rend difficile l'usage des symboles. Il y a inhibition de la capacité de fantasmer. Au stade où le patient se met à haïr l'analyste du fait qu'il use de la pensée verbale dans le traitement, il a tendance à délaisser sa propre pensée verbale naissante et à la confier à l'analyste (à la placer en lui). Par la suite, il se met à croire que c'est l'analyste qui lui a enlevé sa capacité de pensée verbale, et se sent devenir fou, avec une angoisse caractéristique. Paradoxalement, c'est dans cette phase que le clivage diminue et que le Moi tend vers l'intégration. Lorsque la position dépressive fait son apparition, survient une "crise contrôlée de schizophrénie" avec une haine très vive de l'analyste. La réaction de panique terminée, il convient d'analyser en détail les "changements apportés aux relations d'objet du patient par la prise de conscience de sa folie". Par cette voie, le schizophrène pourra atteindre "une certaine forme d'ajustement à la réalité".

Tout au long du traitement, l'analyste s'appuie sur la "partie non psychotique" de la personnalité du schizophrène. Il fait en sorte de montrer qu'il parle à une personne saine d'esprit, sous peine de voir le patient se servir de l'identification projective pour essayer de se débarrasser de sa "santé mentale", et régresser massivement. D'autre part, l'analyste utilise son propre contre-transfert pour y trouver des indices sur lesquels fonder ses interprétations.

### La méthode de « structuration dynamique » de Gisela Pankow
L'article "Image du corps et symbiose", paru dans les actes du colloque de Milan de 1976, expose les conclusions les plus intéressantes de Gisela Pankow. Elle se propose de "développer et conceptualiser une psychothérapie analytique des psychoses au moyen de l'image du corps". Pour cela, elle cherche à comparer la fonction de l'image du corps et le rôle de l'objet transitionnel dans la fonction de symbolisation.
Selon Donald Winnicott, l'enfant se sert, à partir du quatrième mois, d'objets qui ne font pas partie du soi. Il trouve l'objet qu'il intègre à son schéma personnel, il ne le crée pas (il en sera de même pour le langage plus tard). L'objet transitionnel va lui permettre de supporter l'anxiété de séparation d'avec sa mère : "l'utilisation d'un objet symbolise l'union de deux choses désormais séparées, le bébé et la mère, en ce point,  dans le temps et l'espace, où s'inaugure leur état de séparation (souligné par Pankow,) qui va s'intéresser à cette "charnière dans la dynamique et la dialectique de l'espace").
L'objet transitionnel n'est ni un objet internalisé, ni un objet externe, c'est un objet que l'enfant possède. En tant que "non-représenté", il ne peut être mis en évidence par l'interprétation du refoulé, mais on peut l'aborder par une dialectique de la structure de l'espace afin de le rendre représentable.
L'image du corps est, quant à elle, définie par deux fonctions symboliques.
La première consiste en un lien dynamique entre la partie et la totalité du corps, la seconde "permet de saisir, au-delà de la forme, le contenu et le sens même d'un tel lien dynamique". Cette notion de l'image du corps sert de repère pour le diagnostic et la thérapie.
Il y a convergence, selon Pankow, entre l'image du corps, définie par ces deux fonctions symbolisantes, et les processus de symbolisation dont l'objet transitionnel est la base.
L'abord des psychoses se doit d'être radicalement différent de celui des névroses - "les troubles proviennent de la manière d'« être-dans-le-corps ». Si nous arrivons à saisir une dynamique dans l'espace du corps vécu, l'accès à l'autre pourra être mis en route à partir des conflits du champ spatial". Ces conflits consistent en une "dissociation de l'image du corps entre un contenant hétérogène devenu limite du corps pour le sécuriser symbiotiquement, et son contenu authentique".